# Okręg Saint-Laurent-du-Maroni
Okręg Saint-Laurent-du-Maroni (fr. Arrondissement de Saint-Laurent-du-Maroni) – okręg w Gujanie Francuskiej. Według danych z 2022 roku  populacja wynosiła 98 941, a w 2019: 93 674 osób.

## Podział administracyjny
W skład okręgu wchodzą następujące gminy:
- Apatou
- Awala-Yalimapo
- Grand-Santi
- Mana
- Maripasoula
- Papaichton
- Saint-Laurent-du-Maroni
- Saül